# Флориссент (Колорадо)
Флориссент (англ. Florissant) — переписна місцевість (CDP) в США, в окрузі Теллер штату Колорадо. Населення — 128 осіб (2020).

## Географія
Флориссент розташований за координатами 38°56′40″ пн. ш. 105°17′24″ зх. д. / 38.94444° пн. ш. 105.29000° зх. д. (38.944557, -105.289870).  За даними Бюро перепису населення США в 2010 році переписна місцевість мала площу 1,34 км², уся площа — суходіл.

## Демографія
Згідно з переписом 2010 року, у переписній місцевості мешкали 104 особи в 38 домогосподарствах у складі 26 родин. Густота населення становила 78 осіб/км².  Було 47 помешкань (35/км²).
Расовий склад населення:
| - 87,5 % — білих - 1,9 % — корінних американців - 1,0 % — осіб інших рас |

До двох чи більше рас належало 9,6 %. Частка іспаномовних становила 10,6 % від усіх жителів.
За віковим діапазоном населення розподілялося таким чином: 27,9 % — особи молодші 18 років, 61,5 % — особи у віці 18—64 років, 10,6 % — особи у віці 65 років та старші. Медіана віку мешканця становила 39,0 року. На 100 осіб жіночої статі у переписній місцевості припадало 108,0 чоловіків;  на 100 жінок у віці від 18 років та старших — 102,7 чоловіків також старших 18 років.
Цивільне працевлаштоване населення становило 48 осіб. Основні галузі зайнятості: фінанси, страхування та нерухомість — 45,8 %, транспорт — 27,1 %.